# Bešenovački Prnjavor
Bešenovački Prnjavor (ćir.: Бешеновачки Прњавор) je naselje u općini Srijemska Mitrovica u Srijemskom okrugu u Vojvodini.

## Stanovništvo
U naselju Bešenovački Prnjavor živi 145 stanovnika, od čega 120 punoljetana stanovnika s prosječnom starosti od 44,9 godina (43,9 kod muškaraca i 45,8 kod žena). U naselju ima 57 domaćinstva, a prosječan broj članova po domaćinstvu je 2,54.
Prema popisu iz 1991. godine u naselju je živjelo 140 stanovnika.
| Etnički sastav 2002. |            |        |
| Narod                | Stanovnika |        |
| Srbi                 | 137        | 94,48% |
| Hrvati               | 2          | 1,37%  |
| nepoznato            | 6          | 4,13%  |

| broj stanovnika | 153   | 158   | 167   | 167   | 150   | 140   | 145   |
|                 | 1948. | 1953. | 1961. | 1971. | 1981. | 1991. | 2001. |

## Vanjske poveznice
- Karte, položaj vremenska prognoza
- Satelitska snimka naselja